# Дирфилд (тауншип, округ Касс, Миннесота)
Дирфилд (англ. Deerfield) — тауншип в округе Касс, Миннесота, США. На 2000 год его население составило 154 человека.

## География
По данным Бюро переписи населения США площадь тауншипа составляет 93,0 км², из которых 83,9 км² занимает суша, а 9,2 км² — вода (9,86 %).

## Демография
По данным переписи населения 2000 года здесь находились 154 человека, 53 домохозяйства и 41 семья. Плотность населения —  1,8 чел./км². На территории тауншипа расположено 117 построек со средней плотностью 1,4 построек на один квадратный километр. Расовый состав населения: 99,35 % белых и 0,65 % азиатов.
Из 53 домохозяйств в 35,8 % воспитывались дети до 18 лет, в 77,4 % проживали супружеские пары, в 1,9 % проживали незамужние женщины и в 20,8 % домохозяйств проживали несемейные люди. 17,0 % домохозяйств состояли из одного человека, при том 9,4 % из — одиноких пожилых людей старше 65 лет. Средний размер домохозяйства — 2,91, а семьи — 3,36 человека.
33,1 % населения — младше 18 лет, 4,5 % — в возрасте от 18 до 24 лет, 21,4 % — от 25 до 44, 24,7 % — от 45 до 64, и 16,2 % — старше 65 лет. Средний возраст — 38 лет. На каждые 100 женщин приходилось 105,3 мужчин. На каждые 100 женщин старше 18 приходилось 98,1 мужчин.
Средний годовой доход домохозяйства составлял 31 944 доллара, а средний годовой доход семьи —  32 361 доллар. Средний доход мужчин —  16 250  долларов, в то время как у женщин — 19 583. Доход на душу населения составил 13 681 доллар. За чертой бедности находились 4,3 % семей и 9,4 % всего населения тауншипа, из которых 18,9 % младше 18 и 5,3 % старше 65 лет.